# Grand Prix des Marbriers
Le Grand Prix des Marbriers est une course cycliste française disputée en août à Bellignies, dans le département du Nord. Entre 2008 et 2019, il fait partie de l'UCI Europe Tour en catégorie 1.2. Il est par conséquent ouvert aux équipes continentales professionnelles françaises, aux équipes continentales, à des équipes nationales et à des équipes régionales ou de clubs. Les UCI ProTeams (première division) ne peuvent pas participer.
Il s'est ouvert une première fois aux professionnels en 1996 (catégorie 1.5 du calendrier UCI). Cette édition remportée par Laurent Roux est dominée par les professionnels, ce qui convainc les organisateurs de faire redescendre la compétition à l'échelon inférieur dès l'année suivante.

## Palmarès

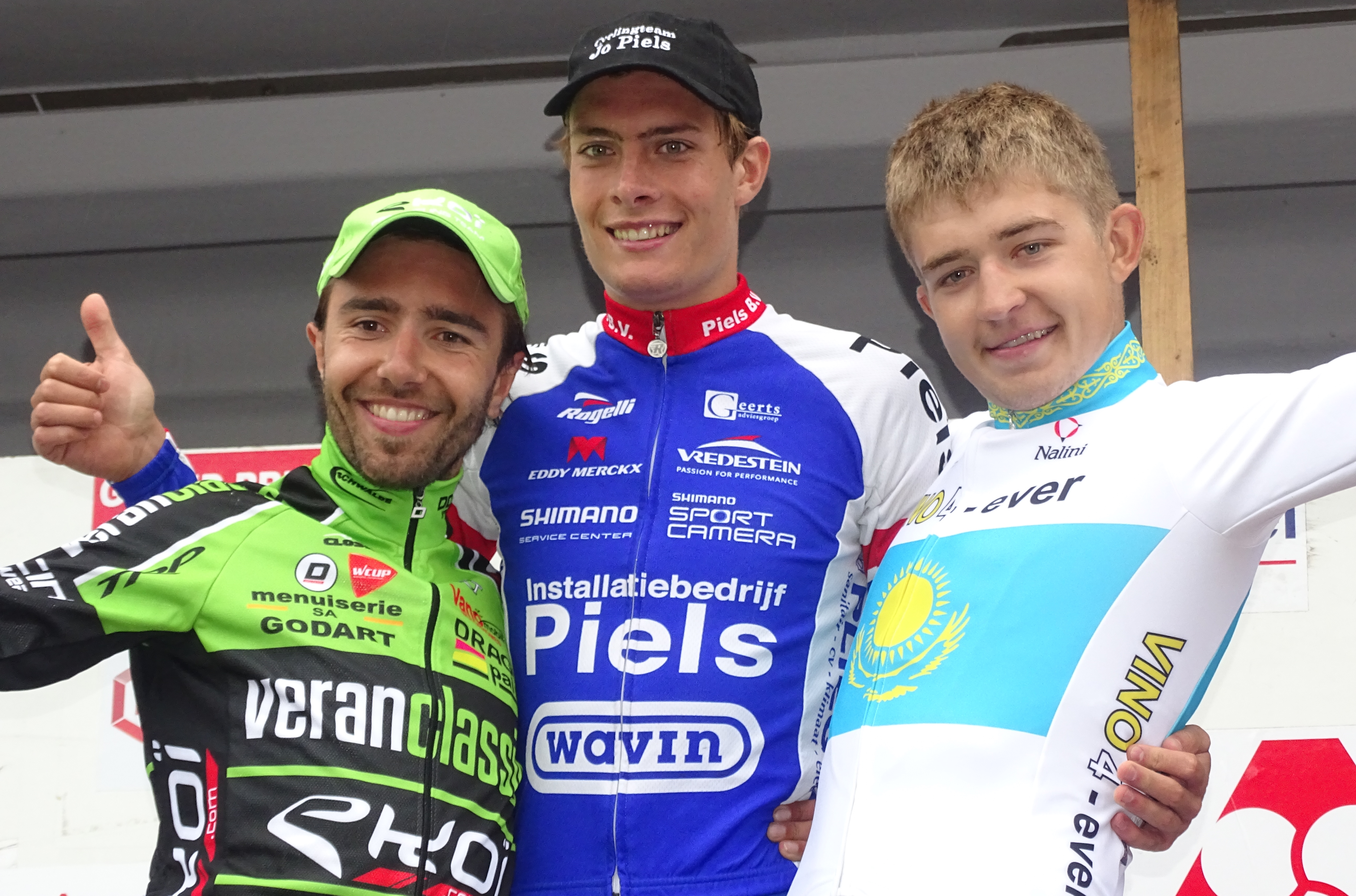
Podium de l'édition 2015 : Serge Dewortelaer (2e), Tim Ariesen (1er) et Oleg Zemlyakov (3e).

| Année | Vainqueur                    | Deuxième               | Troisième                |
| ----- | ---------------------------- | ---------------------- | ------------------------ |
| 1961  | Michel Prissette             | Bernard Sauret         | Louis Déprez             |
| 1962  | Michel Prissette             | Bernard Sauret         | Maurice Baele            |
| 1963  | Michel Prissette             | Elio Gerussi           | Jean-Marie Leblanc       |
| 1964  | Yves Lepachelet              | Valentin Modric        |                          |
| 1965  | Yves Lepachelet              | Bernard Delaurier      | Bernard Sauret           |
| 1966  | René Bleuze                  | José Catieau           | Jacky Ciron              |
| 1967  | Yves Lepachelet              | Efrem Meneghetti       | Michel Prissette         |
| 1968  | Michel Quinchon              | René Quesnel           | Jacky Ciron              |
| 1969  | Bernard Delchambre           | Aldo Ceci              | René Bleuze              |
| 1970  | Willy Teirlinck              | Lucien Pratte          | Bernard Draux            |
| 1971  | Christian De Buysschere (ca) | Bernard Draux          | Busignies                |
| 1972  | Daniel Pauwels               | René Bleuze            | René Dillen              |
| 1973  | Bernard Delaurier            | René Bleuze            | Jean-Philippe Pipart     |
| 1974  | René Bleuze                  | Bernard Delaurier      | Alain Louise             |
| 1975  | Jean-Philippe Pipart         | Rudy Pevenage          | Alain Louise             |
| 1976  | Marnix Furnière              | Bernard Stoessel       | Alain Louise             |
| 1977  | René Bleuze                  | Yannick Ceotto         | Alain Molmy              |
| 1978  | Guy Leleu                    | Jacques Desportes      | Alain Molmy              |
| 1979  | Bernard Stoessel             | Philippe Badouard      | Guy Leleu                |
| 1980  | Alain Deloeuil               | Michel Cornelise       | Jan Nevens               |
| 1981  | Patrice Collinet             | Jean-Michel Avril      | Jérôme Simon             |
| 1982  | Thierry Barrault             | Denis Roux             | Gérard Aviègne           |
| 1983  | Alain Deloeuil               | Thierry Barrault       | Denis Poisson            |
| 1984  | Patrice Esnault              | Yves Bonnamour         | Marc Waymel              |
| 1985  | Marc Seynaeve                | Pascal Dubois          | Alain Deloeuil           |
| 1986  | Manuel Carneiro              | Bruno Bruyere          | Patrick Hosotte          |
| 1987  | Philippe Delaurier           | Manuel Carneiro        | Jean-François Laffillé   |
| 1988  | Claude Carlin                | Jean-Claude Annaert    | Laurent Pillon           |
| 1989  | Philippe Delaurier           | Harm Jansen            | Laurent Desbiens         |
| 1990  | Jean-François Laffillé       | Bruno Huger            | Jarosław Chojnacki       |
| 1991  | Zdzisław Wrona               | Claudius Migdol        | Linas Knistautas         |
| 1992  | Miika Hietanen               | Jean-François Laffillé | Gilles Jakiela           |
| 1993  | Michel Lallouet              | Bruno Huger            | Jean-François Laffillé   |
| 1994  | Jean-François Laffillé       | David Derique          | Niels van der Steen (nl) |
| 1995  | Philippe Delaurier           | Cédric Dedoncker       | Fabrice Debrabant        |
| 1996  | Laurent Roux                 | Laurent Pillon         | Philippe Delaurier       |
| 1997  | Grégory Barbier              | Seth Pelusi            | Cédric Dedoncker         |
| 1998  | Benoît Poilvet               | Frédéric Delalande     | René Andrle              |
| 1999  | Pascal Pofilet               | Oleg Kozlitine         | Hank Mutsaars            |
| 2000  | Grégory Faghel               | Stéphane Pétilleau     | Pascal Pofilet           |
| 2001  | Pascal Pofilet               | Christophe Le Mével    | Julien Smink (nl)        |
| 2002  | Nicolas Dumont               | Nicolas Dubois         | Cédric Vanoverschelde    |
| 2003  | Stéphane Pétilleau           | Jérôme Bouchet         | Shinichi Fukushima       |
| 2004  | Jussi Veikkanen              | Pierre Drancourt       | Yanto Barker             |
| 2005  | Julien Guiborel              | Grzegorz Kwiatkowski   | Frédéric Delalande       |
| 2006  | Benoît Daeninck              | Thomas Nosari          | Mickaël Leveau           |
| 2007  | Sébastien Harbonnier         | Grzegorz Kwiatkowski   | Romain Mary              |
| 2008  | Ben Hermans                  | Samuel Plouhinec       | Aurélien Duval           |
| 2009  | Robert Retschke              | Kévin Lalouette        | Pierre Drancourt         |
| 2010  | Keven Lacombe                | Kévin Lalouette        | Dimitri Claeys           |
| 2011  | Pierre Drancourt             | Kristian House         | Pirmin Lang              |
| 2012  | Sergey Pomoshnikov           | Alexey Lutsenko        | Viatcheslav Kouznetsov   |
| 2013  | Benoît Daeninck              | Silvan Dillier         | Mickael Olejnik          |
| 2014  | Yann Guyot                   | Jochem Hoekstra        | Kévin Lalouette          |
| 2015  | Tim Ariesen                  | Serge Dewortelaer      | Oleg Zemlyakov           |
| 2016  | Emiel Planckaert             | Gordon De Winter       | Robbe Ghys               |
| 2017  | Karol Domagalski             | Thibault Ferasse       | Jimmy Raibaud            |
| 2018  | Jon Mould                    | Thimo Willems          | Mathijs Paasschens       |
| 2019  | Damien Clayton               | Dylan Kowalski         | Jérémy Cabot             |
| 2020  | annulé                       | annulé                 | annulé                   |
| 2021  | Luca Van Boven               | Thibaut Ponsaerts      | Bastien Tronchon         |
| 2022  | Kévin Avoine                 | Julien Souton          | Axel Huens               |
| 2023  | Antony Chamerat-Dumont       | Kévin Avoine           | Jelte Krijnsen           |
| 2024  | Lenaic Langella              | Victor Papon           | Clément Petit            |